# Yohana Cobo
Yohana Cobo (Madrid, 12 gennaio 1985) è un'attrice spagnola.

## Biografia
Nel 2006 ha vinto il premio per la miglior attrice al Festival di Cannes per Volver - Tornare assieme a Penélope Cruz, Carmen Maura, Lola Dueñas, Chus Lampreave e Blanca Portillo.